# Thibault Bazin
Pour les articles homonymes, voir Bazin.
Thibault Bazin, né le 27 octobre 1984 à Nancy (Meurthe-et-Moselle), est un homme politique français.
Membre de l'UMP puis de LR, il est maire de Rosières-aux-Salines de 2008 à 2017. Il quitte ce mandat après avoir été élu député dans la 4e circonscription de Meurthe-et-Moselle lors des élections législatives de 2017 ; il est réélu en 2022 et 2024. Depuis 2015, il est également conseiller départemental de Meurthe-et-Moselle, représentant le canton de Lunéville-2.

## Biographie

### Jeunesse et études
Thibault Bazin effectue ses études secondaires au lycée Notre-Dame Saint-Sigisbert. Il est admis à l'Institut d'études politiques de Strasbourg, où il étudie au sein de la section économie et finance. Il effectue une année d'étude à l'étranger à l'université de Londres. En 2006, il est admis en MBA à l'ESSEC. Thibault Bazin devient urbaniste.

### Parcours politique
En 2008, il est élu maire (sans étiquette) de Rosières-aux-Salines. Âgé de 23 ans, il est alors le plus jeune maire de France, d'une commune de plus de 500 habitants.
Il est réélu en 2014.
L'année suivante, il est élu au conseil départemental de Meurthe-et-Moselle. Son ticket d'union de la droite avec Anne Lassus rassemble 61,46 % des suffrages face à un binôme frontiste.
À partir de 2012, il est le suppléant du député Jacques Lamblin (UMP-LR).
Il est candidat aux législatives de 2017 dans la quatrième circonscription de Meurthe-et-Moselle, où Jacques Lamblin ne se représente pas et devient son suppléant. Il arrive deuxième du premier tour avec 25,5 % des voix, derrière le candidat LREM Philippe Buzzi (31,13 %).
Il l'emporte au second tour avec 53,24 % des suffrages.
Aux élections législatives de 2022, il est réélu avec 62,18 % des suffrages face à Dominique Bilde (RN).
À l'Assemblée nationale, il est responsable de texte de LR pour le projet de réforme des retraites, en binôme avec Stéphane Viry.
Après la dissolution de l'Assemblée nationale de 2024, il est à nouveau candidat aux législatives et est réélu avec 52,30 % des voix, à nouveau contre Dominique Bilde.

## Affaire judiciaire
Thibault Bazin et quatre autres parlementaires avaient porté plainte et demandé la dissolution du syndicat Sud Education 93 en raison de la non-mixité d'ateliers organisés par le syndicat. Ils ont été déboutés en juin 2022 et ont été condamnés à verser 5 000 euros au syndicat pour frais de justice.